# Aname comosa
Aname comosa är en spindelart som beskrevs av William Joseph Rainbow och Robert Henry Pulleine 1918. Aname comosa ingår i släktet Aname och familjen Nemesiidae.
Artens utbredningsområde är Sydaustralien. Inga underarter finns listade i Catalogue of Life.